# Монастырь шариток (Луцк)
Монастырь шариток — памятник архитектуры национального значения, расположен на улице Кафедральной, 17-19, в историко-культурном заповеднике «Старый Луцк». Здания, где размещался монастырь, принадлежали кафедральному костелу Святой Троицы и были построены в XVI в., перестроены в XVIII. Монастырь шариток был частично расположен в бывших кафедральных сооружениях костела. «Монастырь шариток» является просто названием домов по адресу Кафедральная, 17 и 19, и не отражает древнего или хронологически длинного назначения зданий.

## История
В 1427 году Витовт перенес католическую кафедру из Владимира в Луцк.. В это время был построен костел Святой Троицы. В 1545 году при содействии Луцкого епископа Юрия Фальчевского был сооружен новый костел и несколько каменных вокруг него для нужд кафедры.
В 1781 году костел сгорел и не мог быть отстроенным заново. Зато отстройки получили кафедральные помещения. Вновь отстроенной оказалась восточная часть сооружений. Сейчас это ул. Кафедральная, 19. В четырёх комнатах нового корпуса разместилась благородная школа, созданная на базе иезуитского коллегиума и Троицкой латинской школы, а другую часть помещения (западную — Кафедральная, 17) занимал приют для нищих и калек.

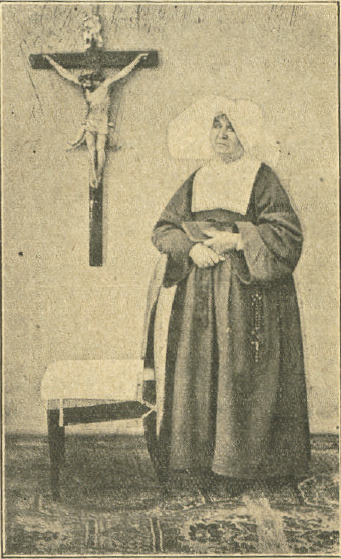
Иоанна Ясинская

В 1782 году за фундаторства дворянки Юзефы Поляновской, рядом с бывшими кафедральным сооружениями был возведен детский приют для девушек «Ангелика». В приюте она содержала до 70 человек.
В 1829 году епископ Каспер Цецишовский направил в Луцк представительниц ордена шариток. Для опеки им сразу был передан детский приют «Ангелика» и госпиталь для нищих. Деятельность шариток сосредоточивалась вокруг ухода за людьми в этих учреждениях и их воспитания. Остальную часть помещения продолжала занимать школа. Некоторое время здесь действовала гимназия. В ней преподавал Пантелеймон Кулиш. С 1860 г. начало действовать начальное училище, где бывал Тадеуш Чацкий.
В середине XIX века российские власти активно боролась против католицизма на Волыни, в результате чего было закрыто очень много монастырей и костелов. То же случилось с монастырём шариток. В 1866 году он был отменён. Вместе с ним была отменена благородная школа. Последней настоятельницей луцких шариток была Иоанна Ясинская.
В 1917 году за старания организации Польской Школьной Матери в Киеве была образована общая школа им. Королевы Ядвиги. Она частично занимала помещение бывшего монастыря шариток. В 1921 году здесь также временно была размещена Торговая школа.

## Сегодня

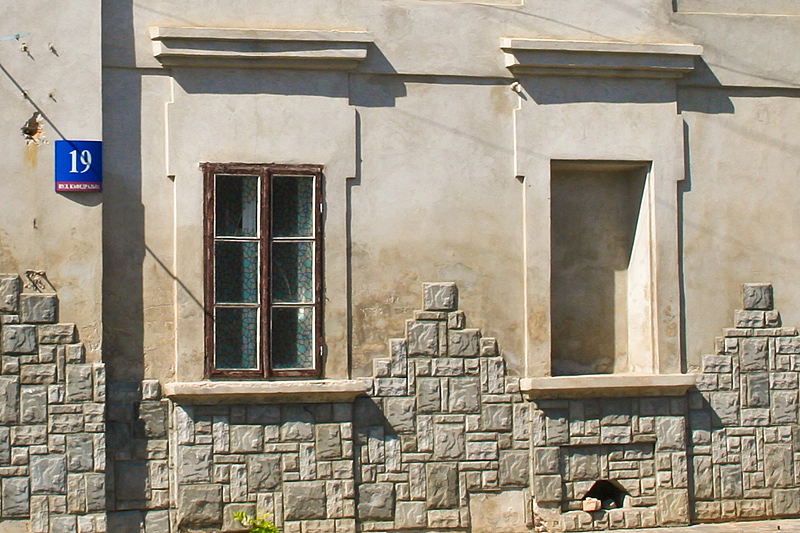
Окна корпуса XVIII в.

В начале 1990-х здание заняло епархиальное управление Римско-католической церкви в Луцке. Здесь находится резиденция епископа Маркияна Трофимяка. Кроме того, здесь действует мальтийская служба помощи.

### Архитектура
П-образный дом монастыря состоит из двух частей:
- Левое (западное) крыло — ул. Кафедральная, 17 — построено в XV—XVI вв. На углу здания с севера содержится четырехгранный ризалит, который внутри имеет комнату и маленькое окно.

- Правое (восточное) крыло — ул. Кафедральная, 19 — в целом следствие перестройки после пожара XVIII в. Северную стену подпирают контрфорсы. Стены украшены пилястрами, окна имеют наличники, подоконные и надоконные карнизы. С востока пристроен одноэтажный дом.

С северной стороны посерединя есть пятигранный ризалит, напоминающий башню.

## Галерея

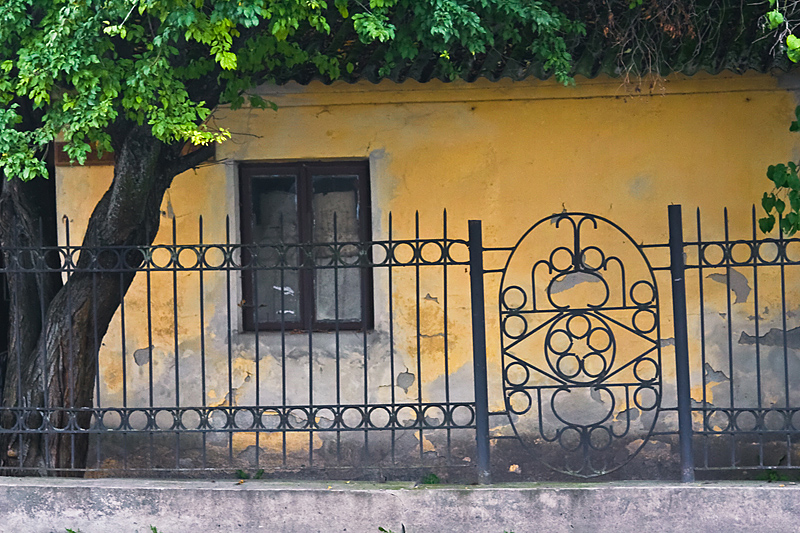
Пристройка
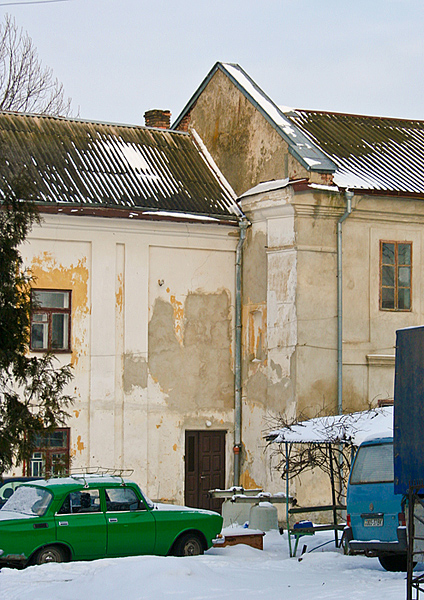
Место соединения левого и правого корпусов
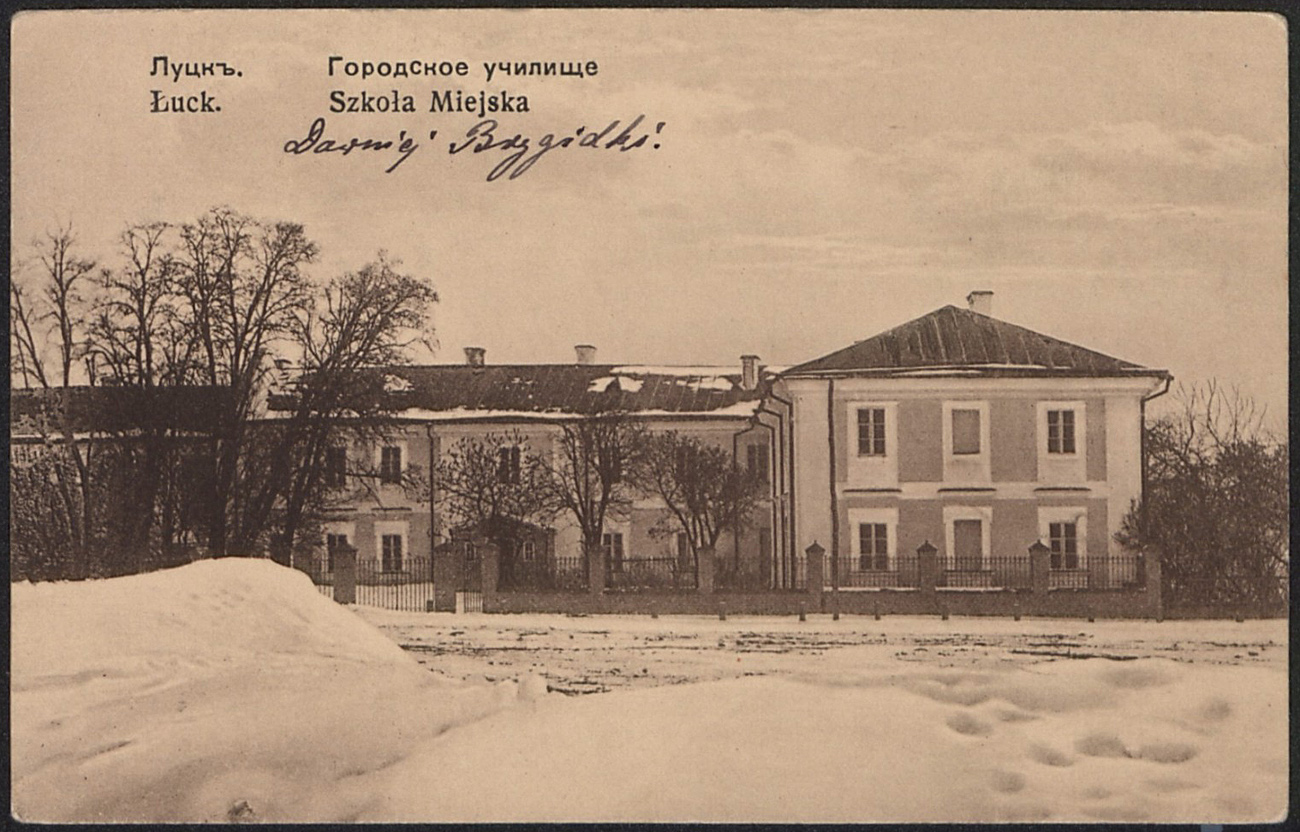
Фото начала XX в.
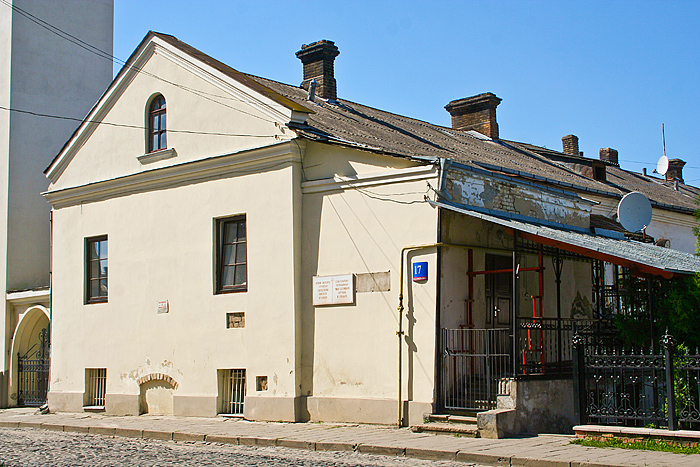
Более старое левое крыло